# 朱門恩怨
《朱門恩怨》（英語：Dallas）是一部美國黃金時段電視肥皂劇，1978年4月2日至1991年5月3日在CBS播出。劇情著墨於德克薩斯州富裕且不和的尤恩家族展開，該家族擁有獨立的尤恩石油公司和南叉牧場。該劇以劇情中所營造的懸念而著稱，如〈誰對小傑開槍？〉一集；而1980年的〈是誰做的〉創下史上收視率第二高的黃金時段電視節目劇集。
《朱門恩怨》憑藉357集，仍可列入美國電視史上播出時間最長的全小時黃金時段電視劇，僅次於《荒野大鏢客》（635集）、《法律与秩序：特殊受害者》（播出中，截至2022年的516集）、《法網遊龍》（456集）、《牧野風雲》（430集）和《实习医生格蕾》（播出中，截至2022年的400集）。《朱門恩怨》1979年推出衍生劇《解開心結》，播出了十四季（344集）。
本劇在台灣曾由台視購入播出，但並未完整播畢全劇。
2007年被《時代雜誌》列入「史上百大電視節目」名單。
2010年，TNT推出同名續篇電視劇，2012年6月13日首播，2014年9月22日完結。

## 外部連結
- 互联网电影数据库（IMDb）上《朱門恩怨》的资料（英文）
- 官方网站